# Кадилкар, Джейшри
Джейшри Кадилкар (25 апреля 1962, Бомбей) — индийская шахматистка, международный мастер (1979) среди женщин.
Четырёхкратная чемпионка Индии (1975, 1979, 1982 и 1983).
Участница межзонального турнира (Рио-де-Жанейро, 1979, — 12—13-е места) и ряда олимпиад в составе команды Индии.
Две её сестры Васанти и Рохини также играют в шахматы.

## Изменения рейтинга
| Графики недоступны из-за технических проблем. См. информацию на Фабрикаторе и на mediawiki.org. |